# والتر فيربانكس
والتر فيربانكس (بالإنجليزية: Walter Fairbanks)‏ (13 أبريل 1852 في المملكة المتحدة - 25 أغسطس 1924 في المملكة المتحدة) هو لاعب كريكت بريطاني (وحمل سابقاً جنسية المملكة المتحدة لبريطانيا العظمى وأيرلندا). لعب مع نادي مقاطعة غلوستر للكريكت ‏.

## وصلات خارجية
- والتر فيربانكس على موقع إي آس بي آن كريك إنفو (الإنجليزية)
- والتر فيربانكس على موقع أوليمبيديا (الإنجليزية)